# Zeritis fontainei
Zeritis fontainei är en fjärilsart som beskrevs av Henry Stempffer 1956. Zeritis fontainei ingår i släktet Zeritis och familjen juvelvingar. Inga underarter finns listade i Catalogue of Life.